# Episodi di Z Cars (nona stagione)
La nona stagione della serie televisiva Z Cars è stata trasmessa in anteprima nel Regno Unito dalla BBC One tra il 22 ottobre 1973 e il 12 maggio 1975.
| nº | Titolo originale               | Titolo italiano | Prima TV UK      | Prima TV Italia |
| -- | ------------------------------ | --------------- | ---------------- | --------------- |
| 1  | Inspector Lynch                |                 | 22 ottobre 1973  |                 |
| 2  | Nuisance                       |                 | 29 ottobre 1973  |                 |
| 3  | Escape                         |                 | 5 novembre 1973  |                 |
| 4  | Cadet                          |                 | 12 novembre 1973 |                 |
| 5  | Break-Up                       |                 | 19 novembre 1973 |                 |
| 6  | Stray Girl                     |                 | 26 novembre 1973 |                 |
| 7  | Pieces                         |                 | 3 dicembre 1973  |                 |
| 8  | The Cinder Path                |                 | 10 dicembre 1973 |                 |
| 9  | Pressure of Work               |                 | 17 dicembre 1973 |                 |
| 10 | Absence                        |                 | 7 gennaio 1974   |                 |
| 11 | Losers                         |                 | 14 gennaio 1974  |                 |
| 12 | In Police Hands                |                 | 21 gennaio 1974  |                 |
| 13 | Two Hundred Tartan Teddy Bears |                 | 4 febbraio 1974  |                 |
| 14 | Joanna                         |                 | 11 febbraio 1974 |                 |
| 15 | Pressure                       |                 | 18 febbraio 1974 |                 |
| 16 | Waste                          |                 | 25 febbraio 1974 |                 |
| 17 | Two Wise Monkeys               |                 | 4 marzo 1974     |                 |
| 18 | Dinner Break                   |                 | 11 marzo 1974    |                 |
| 19 | Allegiance                     |                 | 18 marzo 1974    |                 |
| 20 | Rota                           |                 | 25 marzo 1974    |                 |
| 21 | Priority                       |                 | 1º aprile 1974   |                 |
| 22 | Background                     |                 | 8 aprile 1974    |                 |
| 23 | Turnabout                      |                 | 22 aprile 1974   |                 |
| 24 | Intruder                       |                 | 29 aprile 1974   |                 |
| 25 | Mugs                           |                 | 6 maggio 1974    |                 |
| 26 | Pastime                        |                 | 13 maggio 1974   |                 |
| 27 | Certain Parties                |                 | 20 maggio 1974   |                 |
| 28 | Family                         |                 | 3 giugno 1974    |                 |
| 29 | Distance                       |                 | 21 aprile 1975   |                 |
| 30 | Ritual                         |                 | 28 aprile 1975   |                 |
| 31 | Legacy                         |                 | 5 maggio 1975    |                 |
| 32 | A New Broom                    |                 | 12 maggio 1975   |                 |